# Carlia triacantha
Carlia triacantha (райдужний сцинк пустельний) — вид сцинкоподібних ящірок родини сцинкових (Scincidae). Ендемік Австралії.

## Опис
Довжина тіла (без врахування хвоста) у пустельних райдужних сцинків становить 53 мм. Ці ящірки вирізняються трьома клиноподібними виступами або шипами на спиній лусці. Їх тіла має коричневе або сірувато-коричневе забарвлення, нижня частина тіла бліда. У самців під час сезону розмноження боки набувають червоного відтінку, а голова стає синьо-зеленою.

## Поширення і екологія
Пустельні райдужні сцинки мешкають на більшій частині Північної Території, на півночі Західної Австралії і в сусідніх районах на крайньому заході Квінсленду і на крайній півночі Південної Австралії. Вони живуть в сухих тропічних лісах, рідколіссях і сухих чагарникових заростях, у лісовій підстилці, серед кам'янистого і суглинкового ґрунту та серед пісковикових виступів. Живляться безхребетними. Самиці відкладають 2 яйця.